# Ruční pletací stroj
Ruční pletací stroj je mechanismus k výrobě zátažných pletenin poháněný lidskou silou.
Ruční zařízení jsou nejčastěji konstruována na stejném principu jako ploché zátažné stroje s elektrickým pohonem, známé jsou však také ruční okrouhlé pletací stroje. Obě varianty se stavějí zpravidla v menších dimenzích a jako snadno přenosné aparáty.

## Historie ručních pletacích strojů

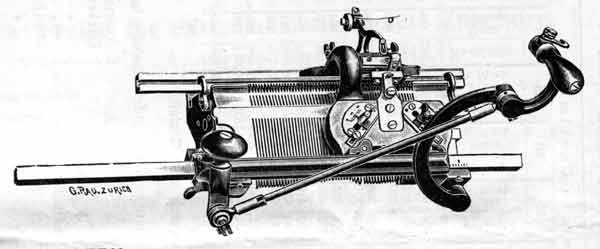
Prototyp plochého pletacího stroje Američana Lamba z roku 1867

K předchůdcům současných ručních pletacích strojů patřily:
Stocking frame (stroj na zátažné pleteniny s ručním pohonem) anglického vynálezce Leeho z roku 1589. (V roce 1640 mělo být v provozu 50 těchto strojů především na pletení punčoch). Kolem roku 1800 vznikly první pletařské manufaktury („frame shops“), ve kterých se vyráběly v roce 1844 na 650 strojích punčochy.
Jeden z prvních plochých zátažných strojů vynalezl Američan Lamb v roce 1867 (viz snímek). Vynález prvního plošného pletacího strojku k domácímu používání pro sebe reklamoval v roce 1924 Japonec Hagiwara.
V roce 1891 založil Američan Griswold v anglickém Leicestru firmu, která vyráběla okrouhlé ruční pletací stroje.

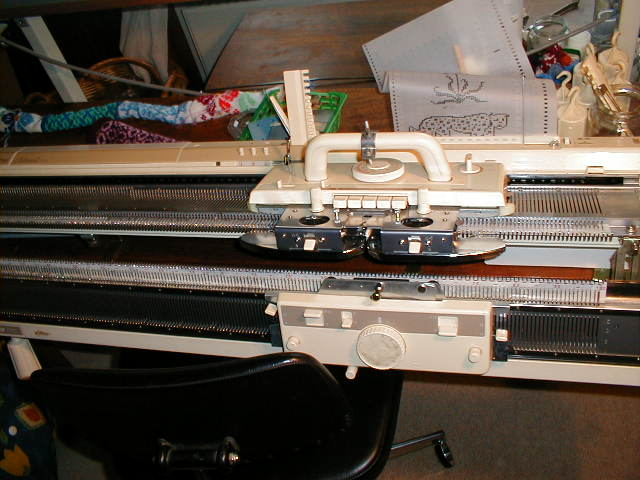
Ruční plochý pletací stroj s přídavnými zařízeními ze začátku 21. století

Ve 20. století se ruční pletací stroje používaly ve značném rozsahu ke komerční výrobě zejména v regionech s nízkou úrovní mezd. Ještě za období 2005-2014 byl zaznamenám prodej 762 tisíc ručních a poloautomatických zařízení, ve 2. dekádě tohoto století se však pořizují nové stroje pro komerční výrobu už jen v Asii, v roce 2014 jich bylo celkem jen asi 18 000.
(Rozsah výroby strojů pro amatérskou potřebu není veřejně známý).

## Plochý ruční pletací stroj
Na strojích se základním vybavením se musí ručně protáhnout nit podle požadované vazby patřičnými jehlami a vlastní pletení pak provádí jezdec tažený obsluhou podél jehel, jejichž pohyb jezdec ovládá. Po každém průchodu jezdce se vytvoří nový řádek pleteniny. V případě změny vazby nebo šířky pleteniny se musí manuálně nově nastavit průchod niti a jezdce.
Stroje se staví s cca 100 až 200 jehlami s dělením (odstupem) 4,5 – 9 mm v jednom nebo dvou lůžkách. Plocha celého zařízení mívá rozměry asi 120 x 20 cm, váha bývá 5- 15 kg.

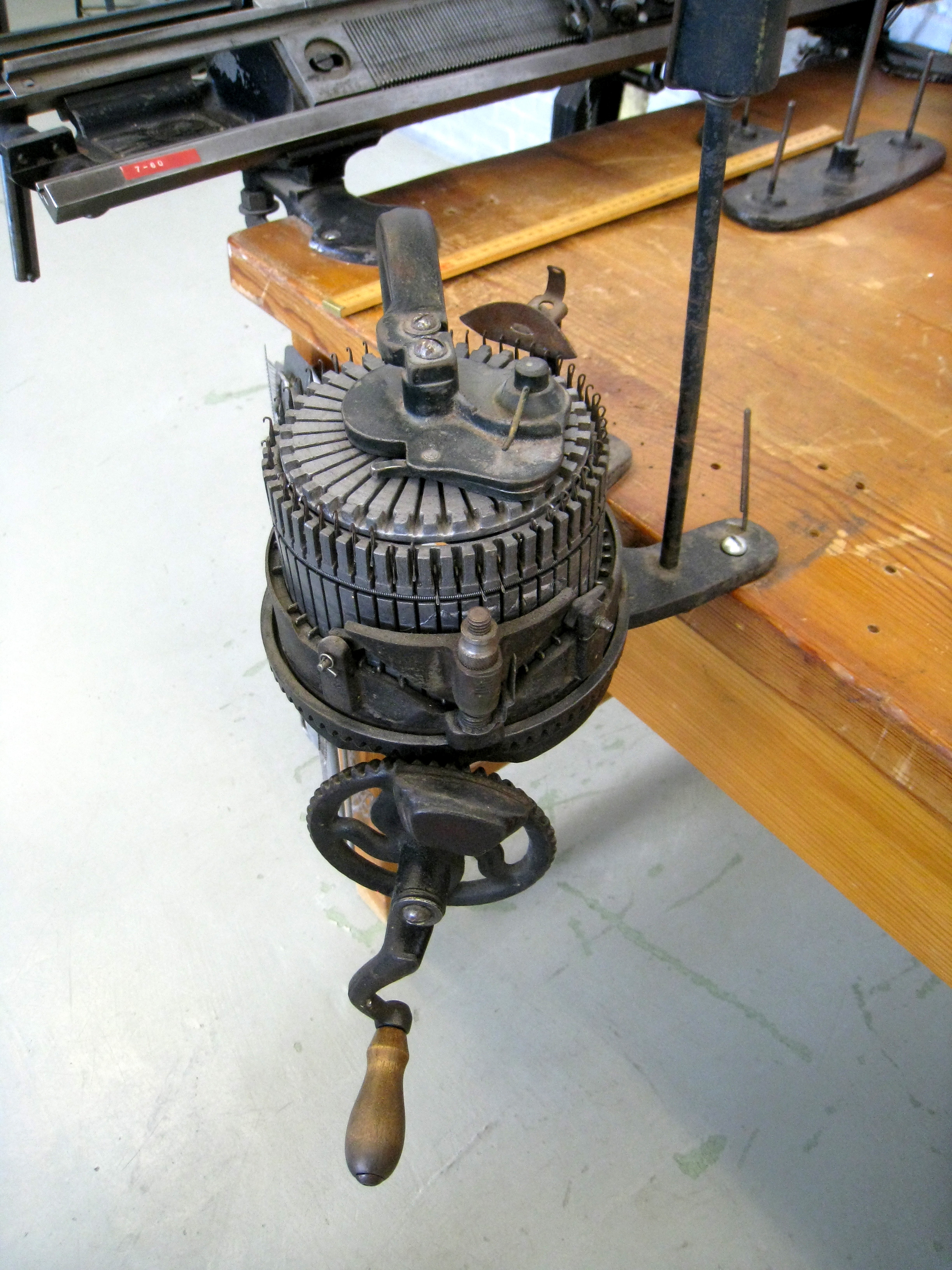
Ruční okrouhlý pletací stroj ve švédském muzeu

Stroje mohou být vybaveny přídavnými zařízeními např. na tvorbu žebrové, krajkové nebo intarziové vazby, na automatickou změnu barvy splétané příze aj.

## Okrouhlý ruční pletací stroj
Okrouhlý ruční pletací stroj je znám v několika verzích jako jednolůžkový strojek na amatérskou výrobu punčoch a ponožek a v miniaturním provedení také jako hračka pro děti.
Zařízení se staví s cca 20 až 50 jehlami seřazenými do kruhu o průměru 10 až 50 cm. Prstenec s jehlami dostává otáčivý pohyb od ručně poháněné kličky přes ozubený převod. Váha celého strojku bývá 1 až 3 kilogramy.

### Okrouhlý ručně pletací stroj zhotovený s pomocídigitálních nástrojů
V roce 2014 bylo předvedeno 5 strojků zhotovených touto metodou převážně z plastických materiálů (viz dolní snímek). Na zařízeních se na výstavě vyráběla jednoduchá pletenina. 

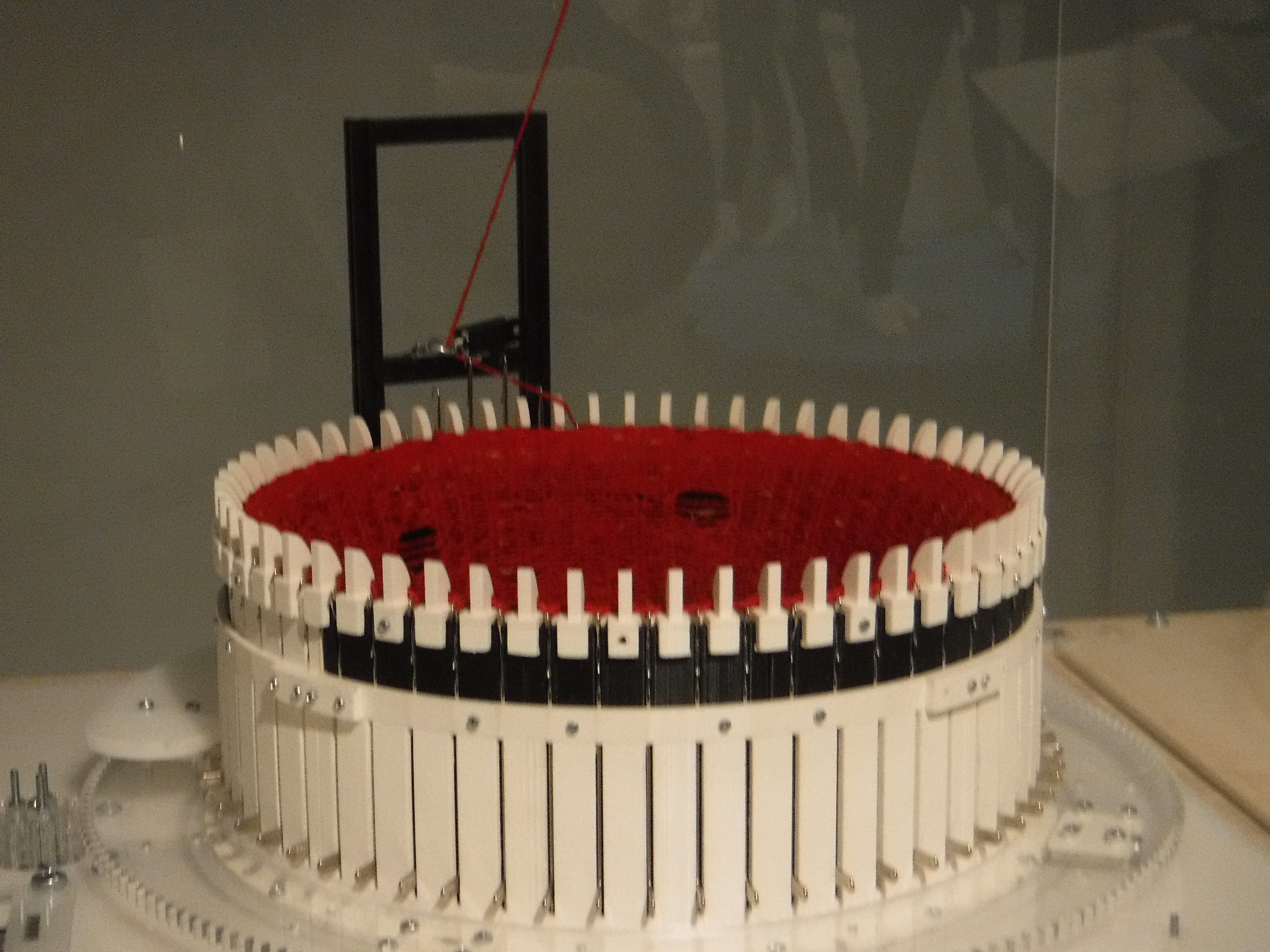
Ruční pletací stroj zhotovený digitální technikou (v muzeu americké nadace CHF v roce 2017)